# Industry (gruppo musicale statunitense)
Gli Industry sono stati un gruppo musicale statunitense attivo all'inizio degli anni ottanta.

## Storia
Il gruppo, fondato nel 1978 a Long Island dal batterista Mercury Caronia, dal cantante Sean Kelly e dal compositore e chitarrista Andrew Geyer, si chiamava Industrial Complex, ma già nel 1979 il nome fu cambiato in Industry.
Gli esperimenti di musica elettronica con l'utilizzo dei sintetizzatori e la ricerca di innovativi metodi di registrazione del suono della chitarra, da parte di Caronia e dell'ingegnere Geyer, indirizzarono il gruppo verso il genere synth pop tipico della prima parte del decennio successivo.
Nel 1981, sia Andrew Geyer sia Sean Kelly lasciarono la band e furono sostituiti rispettivamente dal chitarrista Brian Madden Unger e dal cantante solista Jon Carin, ai quali si aggiunse anche il bassista Rudy Perrone. Questo quartetto ottenne un contratto con l'etichetta discografica Capitol Records.
Nel 1983, il singolo di debutto del gruppo State of the Nation, incluso loro nel primo ed unico album Stranger to Stranger, ottenne un grande successo in Europa (in Italia raggiunse il primo posto nella Hit Parade) e in Asia (in particolare nelle Filippine, dove, al culmine della popolarità, voci mai confermate riferirono addirittura che gran parte della band fosse scomparsa in un incidente aereo), permettendo al gruppo di proporsi come band di supporto per artisti come Billy Idol, i Talk Talk e gli INXS. Il secondo singolo Still of the Night, estratto dallo stesso album, non ottenne lo stesso successo del precedente.
Il gruppo si sciolse nel 1984. Jon Carin intraprese la carriera da solista, musicista turnista e autore di testi che lo portò dapprima a supportare, dopo molti artisti tra cui Bryan Ferry e i Psychedelic Furs, anche i Pink Floyd nei loro concerti dal vivo, fino a diventare membro effettivo e coautore di successo (vedi singolo Learning to Fly) proprio di questa famosa band. Nel 1995 Brian Madden Unger fondò, con la cantante Shannon Rae Amoroso, il duo folk rock denominato "MaddenRae". Anche Perrore e Caronia continuarono separatamente creando gruppi propri.

## Formazione

### Industrial Complex (1978-1979)
- Andrew Geyer - chitarra
- Sean Kelly - voce solista
- Mercury Caronia - batteria

### Industry (1979-1984)
- Jon Carin - voce solista, sintetizzatori, tastiere
- Mercury Caronia - sintetizzatori, batteria acustica ed elettronica, percussioni
- Rudy Perrone - basso, voce
- Brian Madden Unger - chitarre, voce

## Discografia
Album in studio
- 1983 - Stranger to Stranger

EP
- 1983 - Industry

Singoli
- 1983 - State of the Nation/Communication
- 1983 - Still of the Night
- 1984 - What Have I Got To Lose